# 大有 (臺灣地名)
23°45′31″N 120°18′26.5″E / 23.75861°N 120.307361°E
大有，是臺灣雲林縣崙背鄉的一個傳統地域名稱，位於該鄉西南部。相較於今日行政區，其範圍大致與大有村相近。

## 歷史
台灣清治末期，大有地區為一街庄，稱為「大有庄」，隸屬於布嶼堡。該庄北與貓兒干庄為鄰，東與五塊厝庄、阿勸庄為鄰，南邊為龍巖庄，西邊為興化厝庄。
1901年（日明治三十四年）11月，全台廢縣廳改設二十廳，該庄隸屬於斗六廳。1903年（明治三十六年）6月，該庄編入「崙背區」，仍隸屬於斗六廳。1909年（明治四十二年）10月，全台二十廳合併為十二廳，崙背區改隸屬於嘉義廳。1920年（大正九年），全台地方制度大改正，該庄改制為「大有」大字，隸屬於臺南州虎尾郡崙背庄。
戰後崙背庄改制為崙背鄉，隸屬於臺南縣，大字亦改制為村。1946年8月，崙背、麥寮分治，本地區仍隸屬於崙背鄉。1950年9月，雲、嘉、南分治，崙背鄉改隸屬於雲林縣。

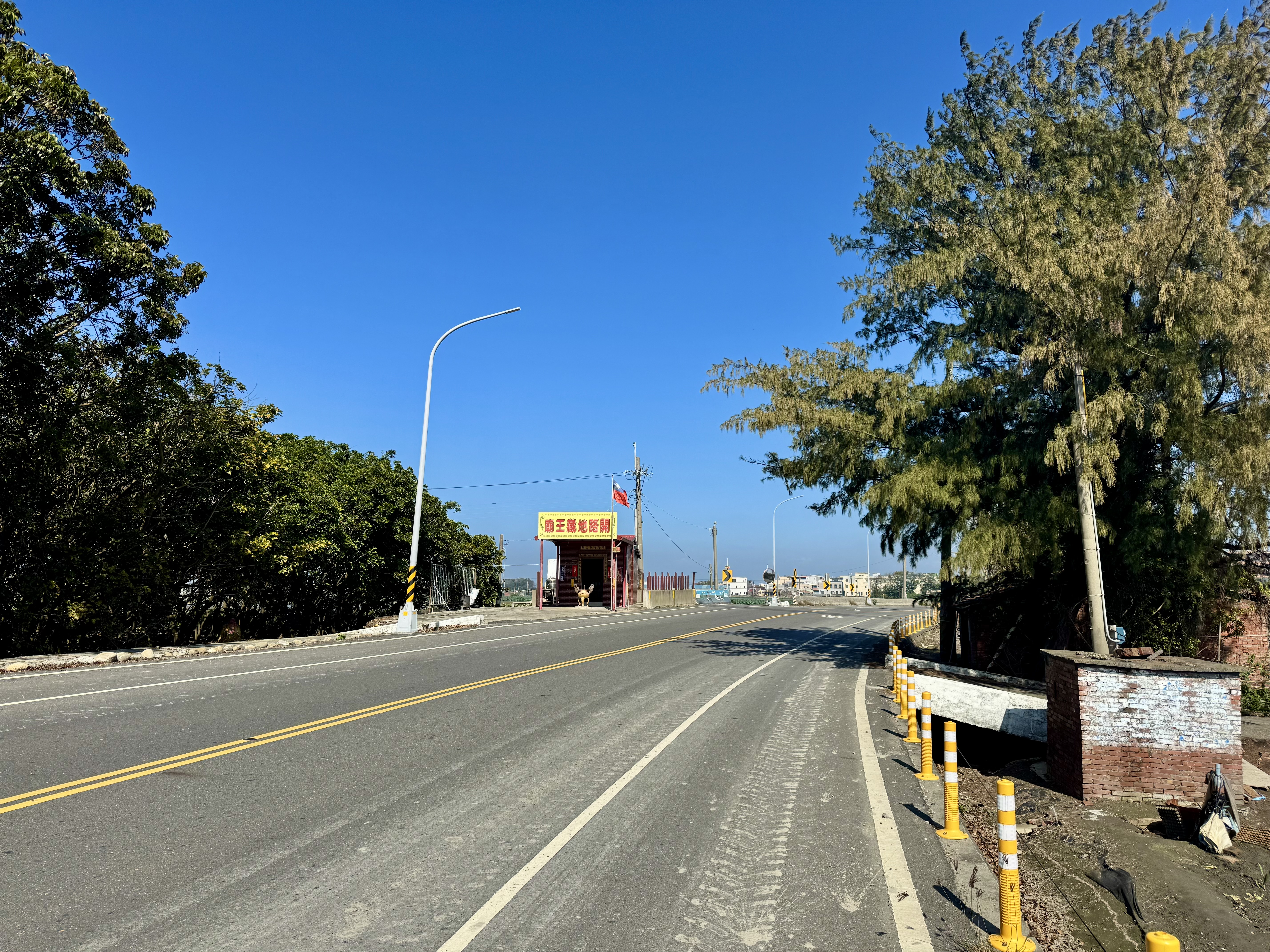
開路地藏王廟

## 聚落
本地區發展較早的聚落為大有、新厝仔（新豐），在日治期初期的官方地圖上已有記載。此外，本地區尚有佃厝聚落。

## 交通
縣道156號（豐榮路），是麥寮至饒平的道路，也是雲林縣主要的橫貫道路之一，大致以西偏北—東偏南走向轉西南—東北走向再轉西偏南—東偏北走向經過大有地區中部，且其東側路段為大有地區與阿勸地區的邊界。由該道路向西偏北轉西南西可前往興化厝、麥寮並止於省道台17線路口，向東偏北轉東南東可前往崙背市區、二崙南部、西螺南部、莿桐市區、饒平並止於縣道154號路口。
鄉道雲6線是瓦磘至崙背的道路，大致以西南—東北走向由本地區西南部入境後，轉西北—東南走向再轉西南—東北走向再轉西偏北—東偏南經過本地區西南部的新厝仔聚落，經鄉道雲9線路口後再轉西南西—東北東走向由本地區東南部出境。由該道路向西南轉西北可前往興化厝南部、麥寮東北部的瓦磘聚落並止於省道台17線路口，向東北東可前往阿勸東部並止於區道雲13線路口。
鄉道雲9線是豐榮至褒忠的道路，大致以北向南由本地區北部邊界入境，至大有聚落東北側縣道156號路口轉西北—東南走向與其共線一段路，至永安宮前轉向南獨行，最後於本地區南部邊界出境。由該道路向北可前往貓兒干聚落並止於縣道154號路口，向南可前往龍巖、埔姜崙並止於舊縣道158號（中正路）路口。
鄉道雲11線是豐榮至阿勸的道路，大致以西北—東南走向轉北偏西—南偏東走向經過本地區東北部邊界地帶。由該道路向西北可前往貓兒干聚落東側並止於縣道154號路口，向南偏東轉西再轉南可前往阿勸中部並止於鄉道雲6線路口。

## 學校
- 大有國小